# Páralo (trirreme)
Páralo era uma trirreme sagrada da Atenas Clássica. O nome deriva de um heroi local.
De acordo com Filocoro, havia quatro trirremes sagradas em Atenas, as duas primeiras eram Ammonias e Páralo, e depois foram acrescentadas Demetrias e Antigonis.
Páralo e Salaminia são citadas por Tucídides e na peça Os pássaros, de Aristófanes.
Segundo a Constituição dos Atenienses, texto atribuído a Aristóteles, dentre os cargos militares de Atenas, eleitos pelo voto, havia dois tesoureiros, para as trirremes Páralo e Ammonias.
Esta trirreme foi levada por Filipe II da Macedônia, quando ele desembarcou em Maratona; a identificação desta trirreme com Páralo pode ser feita com base em Filocoro.